# Bairdia milneedwardsi
Bairdia milneedwardsi is een mosselkreeftjessoort uit de familie van de Bairdiidae. De wetenschappelijke naam van de soort is voor het eerst geldig gepubliceerd in 1869 door Brady.